# 張本凌
張本凌（1973年—），原名張凌，四川人，原中國女子乒乓球运动员，前國乒一隊球手，與鄧亞萍和喬紅同期。日本乒乓球運動員張本智和與張本美和之母。

## 生平
1994年與丁松搭档獲混雙亞軍。1995年天津世乒賽上，她在一天之內在主場連輸女單、女雙、混雙比赛，其中女單輸给了日本的佐藤利香，之后迅速失去主力地位，并于1996年退役。退役后，她于1996年出任馬來西亞女子國乒教練，1998年與丈夫張宇移居日本仙台，任仙台少年俱乐部乒乓球教練，并在日本长期發展。2003年生下長子張智和，2008年次女張美和出生。
2014年春，她的丈夫和子女归化日本，並改姓張本。長子張本智和在2017年杜塞多爾夫世乒賽代表日本进入男單八強，2018年國際乒聯總決賽获男單冠軍及2020年世界杯获銅牌，次女張本美和在2021年乒乓球世青賽U15比賽中囊括女單、女雙、混雙及團體項目的金牌，並在2022年WTT挑戰賽突尼斯站獲得混雙冠軍和女單亞軍。2021年，張凌改名為張本凌，並擔任日本隊教練，主要負責女兒張本美和的場外指導。至此，一家四口全部歸化日本。